# Großer Preis der Niederlande 1961
Der Große Preis der Niederlande 1961 (offiziell X Grote Prijs van Nederland) fand am 22. Mai auf dem Circuit Park Zandvoort in Zandvoort statt und war das zweite Rennen der Automobil-Weltmeisterschaft 1961.

## Bericht

### Hintergrund
Während die Scuderia Ferrari ihre Fahrerpaarung im Vergleich zum vorherigen Rennen behielt, ersetzte Lotus Innes Ireland durch Trevor Taylor. Dieser Fahrerwechsel war notwendig, da Ireland sich beim Großen Preis von Monaco, nur eine Woche zuvor verletzt hatte. Für Taylor war es der einzige Grand Prix 1961, den er für Lotus fuhr. In der Automobilweltmeisterschaft 1962 wurde er dann Stammfahrer bei diesem Team, Ireland kehrte im nächsten Saisonrennen zu Lotus zurück. Erneut verwendete Lotus zwei verschiedene Wagen, Taylor fuhr den alten Lotus 18, Teamkollege Jim Clark den neuen Lotus 21. Porsche verwendete zwei Porsche 787 für Jo Bonnier und Dan Gurney. Dies war der letzte Saisoneinsatz für den Wagen, ab dem nächsten Rennen wurde bei allen Fahrern der Porsche 718 eingesetzt.
Wieder nahmen diverse Teams mit privaten Wagen am Rennen teil. Die Ecurie Maarsbergen hatte zwei Porsche 718 für Carel Godin de Beaufort und Hans Herrmann gemeldet. Für de Beaufort war es das erste Saisonrennen, Herrmann fuhr das einzige Mal in seiner Karriere für dieses Team. Stirling Moss war wie schon beim vorherigen Rennen für das Rob Walker Racing Team gemeldet, sowohl mit einem Lotus 18, als auch mit einem Cooper T53. Für das Training und das Rennen verwendete er jeweils den Lotus. John Surtees fuhr weiterhin für das Yeoman Credit Racing Team, die einen Cooper T53 verwendeten. Camoradi International fuhr erstmals mit zwei Wagen, einen Cooper T53 für Masten Gregory und einen Lotus 18 für Ian Burgess. Für Burgess war dies das erste Rennen für das Team und in einem Lotus.
In der Fahrerwertung führte Moss vor den beiden Ferrari-Fahrern Richie Ginther und Phil Hill, in der Konstrukteurswertung lag Lotus auf Rang eins mit drei Punkten Vorsprung auf Ferrari. Mit Jack Brabham, Moss und Bonnier waren drei ehemalige Sieger für den Grand Prix gemeldet. Cooper und B.R.M. gewannen zuvor jeweils einmal, Ferrari zweimal.

### Training
Das Training wurde von Ferrari dominiert, die sich die ersten drei Startplätze der Startaufstellung sicherten. Phil Hill und Wolfgang Graf Berghe von Trips fuhren die identische Zeit, an Phil Hill wurde die Pole-Position vergeben. Dies war die erste Pole-Position der Saison für Phil Hill und der Auftakt einer Serie erster Startplätze, die bis zum Großen Preis von Deutschland 1961 anhielt. Ginther wurde Dritter im Training und war zwei Zehntelsekunden langsamer als seine Teamkollegen. Moss erreichte Startplatz vier vor Graham Hill auf B.R.M. Die Abstände zwischen den Fahrern und Teams im Mittelfeld waren gering, es folgten zwei weitere Konstrukteure, Gurney auf Porsche und Brabham auf Cooper. Tony Brooks auf B.R.M. qualifizierte sich auf Rang acht vor Surtees und Clark. Die weiteren Platzierungen waren Bonnier, Herrmann, McLaren, Taylor und Beaufort. Burgess und Gregory fuhren keine Zeit im Training und nahmen anschließend auch nicht am Rennen teil.

### Rennen

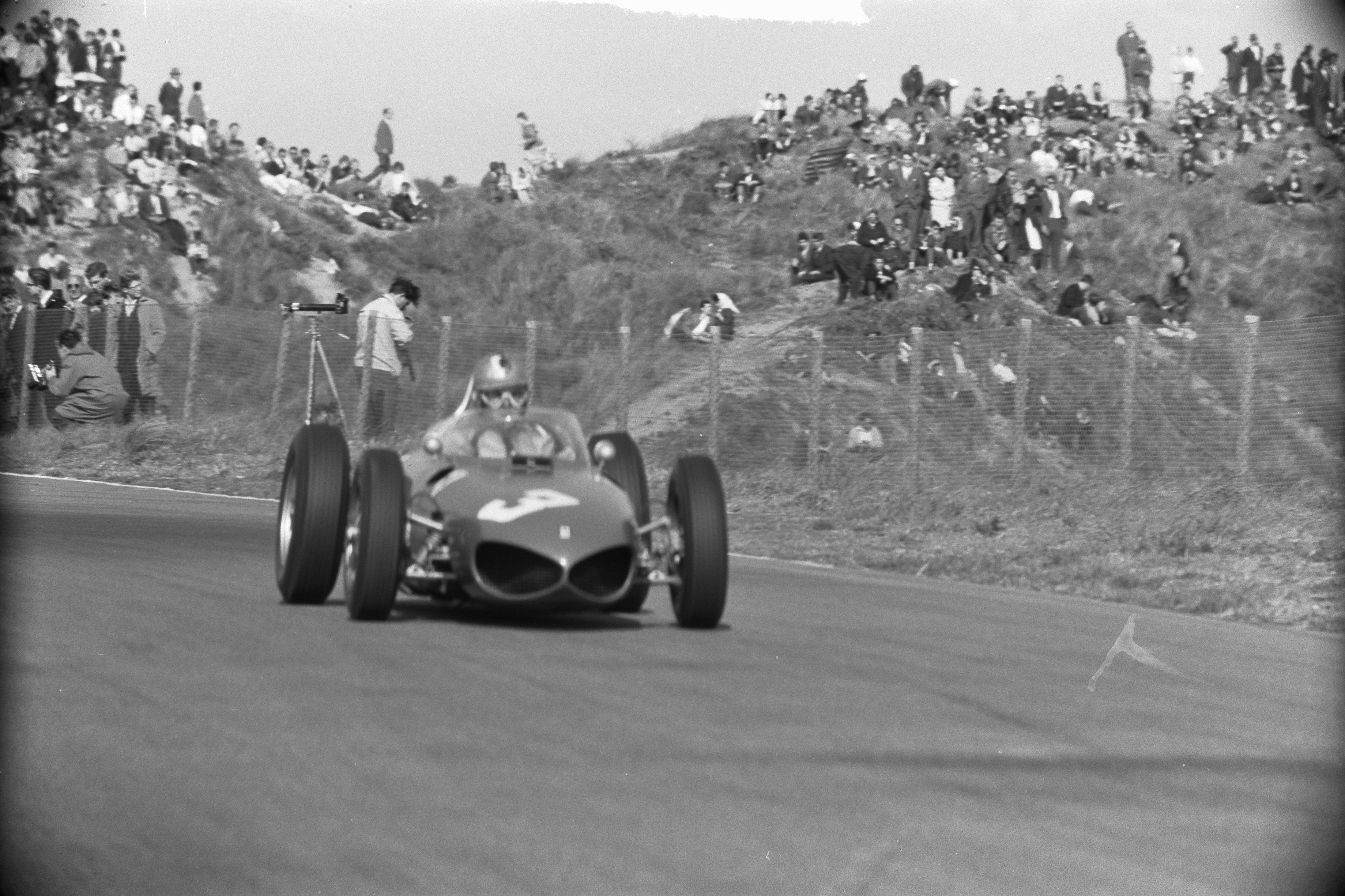
Wolfgang Graf Berghe von Trips beim Großen Preis der Niederlande 1961 – erster Sieg eines deutschen Fahrers

Das Startduell gewann Graf Berghe von Trips vor Graham Hill und Phil Hill. Er beendete die erste Runde auf Rang eins und wurde somit der erste deutsche Fahrer, der ein Rennen der Automobilweltmeisterschaft anführte. Bereits in der ersten Rennrunde fiel Graham Hill hinter Phil Hill und Clark zurück, der sich in kurzer Zeit um mehrere Positionen verbesserte. In den folgenden Rennrunden attackierte Clark den Zweitplatzierten Phil Hill und überholte ihn mehrfach. Phil Hill konterte aber jeweils und behielt den zweiten Rang. Dahinter duellierten sich Graham Hill, Moss und Ginther um den vierten Rang, Ginther blieb die meiste Zeit vor seinen beiden Kontrahenten.
Das Rennen war vor allem durch die hohe Zuverlässigkeit der Wagen geprägt. Zum ersten Mal in der Geschichte der Automobilweltmeisterschaft kamen alle gestarteten Fahrzeuge im Ziel an. Zudem war kein einziger Boxenstopp notwendig. Alle Fahrer fuhren das Rennen ohne einen Halt in der Boxengasse durch. Dieser Umstand trat für mehrere Jahrzehnte nicht mehr auf, erst beim Großen Preis von Italien 2005 erreichten erneut alle gestarteten Wagen das Ziel.
Der Große Preis der Niederlande 1961 zeigte auch die Überlegenheit des Ferrari 156. Graf Berghe von Trips führte jede Runde des Rennens an, sein Teamkollege Phil Hill setzte sich gegen Clark durch und somit belegten zwei Ferrari-Fahrer die ersten beiden Plätze. Für Graf Berghe von Trips war es der erste Sieg seiner Karriere und somit der erste für einen deutschen Fahrer. Für Ferrari begann eine Siegesserie von vier Rennen in Folge, die bis zum Großen Preis von Großbritannien 1961 andauerte. Weniger als eine Sekunde Abstand lag zwischen Graf Berghe von Trips und Phil Hill, das Duell zwischen beiden Fahrern wurde 1961 auch der Kampf um die Fahrerweltmeisterschaft. Clark kam mit 13 Sekunden Rückstand als Dritter ins Ziel, Moss wurde Vierter, nachdem Ginther in der letzten Rennrunde einen Fahrfehler machte und Moss ihn dadurch überholte. Brabham erreichte Rang sechs, Surtees verpasste die Punkteränge knapp. B.R.M. belegte mit Graham Hill und Brooks die Positionen acht und neun, dahinter klassifizierten sich die beiden Porsche-Werksfahrer. Die schnellste Rennrunde des Rennens ist Clark gefahren, die erste seiner Karriere.
Die Fahrerwertung führten nach dem Grand Prix sowohl Moss, als auch Graf Berghe von Trips mit jeweils 12 Punkten an. Graf Berghe von Trips wurde damit auch der erste Deutsche, der die Fahrerwertung anführte, dies gelang erst beim Großen Preis von Brasilien 1994 erneut einem deutschen Fahrer, Michael Schumacher. Phil Hill blieb auf dem dritten Rang der Fahrerwertung vor Ginther und Clark. In der Konstrukteurswertung übernahm Ferrari die Führung vor Lotus. Porsche und Cooper waren punktgleich auf dem dritten Platz.
Graf Berghe von Trips gewann mit dem Großen Preis der Niederlande sein erstes von zwei Rennen, ein weiterer Grand Prix Sieg folgte später in der Saison. Es blieb aufgrund seines tödlichen Unfalles beim Großen Preis von Italien 1961 sein einziger Sieg dieses Grand Prix. Ferrari gewann erst 10 Jahre später wieder einen Großen Preis der Niederlande.

## Meldeliste
| Team                       | Nr. | Fahrer                         | Chassis     | Motor          | Reifen |
| -------------------------- | --- | ------------------------------ | ----------- | -------------- | ------ |
| Scuderia Ferrari SpA SEFAC | 01  | Phil Hill                      | Ferrari 156 | Ferrari 1.5 V6 | D      |
| Scuderia Ferrari SpA SEFAC | 02  | Richie Ginther                 | Ferrari 156 | Ferrari 1.5 V6 | D      |
| Scuderia Ferrari SpA SEFAC | 03  | Wolfgang Graf Berghe von Trips | Ferrari 156 | Ferrari 1.5 V6 | D      |
| Owen Racing Organisation   | 04  | Graham Hill                    | BRM P48/57  | Climax 1.5 L4  | D      |
| Owen Racing Organisation   | 05  | Tony Brooks                    | BRM P48/57  | Climax 1.5 L4  | D      |
| Porsche System Engineering | 06  | Jo Bonnier                     | Porsche 787 | Porsche 1.5 B4 | D      |
| Porsche System Engineering | 07  | Dan Gurney                     | Porsche 787 | Porsche 1.5 B4 | D      |
| Ecurie Maarsbergen         | 08  | Carel Godin de Beaufort        | Porsche 718 | Porsche 1.5 B4 | D      |
| Ecurie Maarsbergen         | 09  | Hans Herrmann                  | Porsche 718 | Porsche 1.5 B4 | D      |
| Cooper Car Company         | 10  | Jack Brabham                   | Cooper T55  | Climax 1.5 L4  | D      |
| Cooper Car Company         | 11  | Bruce McLaren                  | Cooper T55  | Climax 1.5 L4  | D      |
| Yeoman Credit Racing Team  | 12  | John Surtees                   | Cooper T53  | Climax 1.5 L4  | D      |
| Rob Walker Racing Team     | 14  | Stirling Moss                  | Lotus 18    | Climax 1.5 L4  | D      |
| Rob Walker Racing Team     | 14  | Stirling Moss                  | Cooper T53  | Climax 1.5 L4  | D      |
| Team Lotus                 | 15  | Jim Clark                      | Lotus 21    | Climax 1.5 L4  | D      |
| Team Lotus                 | 16  | Trevor Taylor                  | Lotus 18    | Climax 1.5 L4  | D      |
| Camoradi International     | 17  | Masten Gregory                 | Cooper T53  | Climax 1.5 L4  | D      |
| Camoradi International     | 18  | Ian Burgess                    | Lotus 18    | Climax 1.5 L4  | D      |

## Klassifikationen

### Startaufstellung
| Pos. | Fahrer                         | Konstrukteur  | Zeit   | Start |
| ---- | ------------------------------ | ------------- | ------ | ----- |
| 01   | Phil Hill                      | Ferrari       | 1:35,7 | 01    |
| 02   | Wolfgang Graf Berghe von Trips | Ferrari       | 1:35,7 | 02    |
| 03   | Richie Ginther                 | Ferrari       | 1:35,9 | 03    |
| 04   | Stirling Moss                  | Lotus-Climax  | 1:36,2 | 04    |
| 05   | Graham Hill                    | B.R.M.-Climax | 1:36,3 | 05    |
| 06   | Dan Gurney                     | Porsche       | 1:36,4 | 06    |
| 07   | Jack Brabham                   | Cooper-Climax | 1:36,6 | 07    |
| 08   | Tony Brooks                    | B.R.M.-Climax | 1:36,8 | 08    |
| 09   | John Surtees                   | Cooper-Climax | 1:36,8 | 09    |
| 10   | Masten Gregory                 | Cooper-Climax | 1:36,8 | 17    |
| 11   | Jim Clark                      | Lotus-Climax  | 1:36,9 | 10    |
| 12   | Jo Bonnier                     | Porsche       | 1:37,1 | 11    |
| 13   | Hans Herrmann                  | Porsche       | 1:38,0 | 12    |
| 14   | Ian Burgess                    | Lotus-Climax  | 1:38,0 | 16    |
| 15   | Bruce McLaren                  | Cooper-Climax | 1:38,2 | 13    |
| 16   | Trevor Taylor                  | Lotus-Climax  | 1:39,5 | 14    |
| 17   | Carel Godin de Beaufort        | Porsche       | 1:39,8 | 15    |

### Rennen
| Pos. | Fahrer                         | Konstrukteur  | Runden | Stopps | Zeit       | Start | Schnellste Runde |
| ---- | ------------------------------ | ------------- | ------ | ------ | ---------- | ----- | ---------------- |
| 01   | Wolfgang Graf Berghe von Trips | Ferrari       | 75     |        | 2:01:52,1  | 02    | 1:36,0           |
| 02   | Phil Hill                      | Ferrari       | 75     |        | + 0,9      | 01    | 1:36,0           |
| 03   | Jim Clark                      | Lotus-Climax  | 75     |        | + 13,1     | 10    | 1:35,5           |
| 04   | Stirling Moss                  | Lotus-Climax  | 75     |        | + 22,2     | 04    | 1:35,8           |
| 05   | Richie Ginther                 | Ferrari       | 75     |        | + 22,3     | 03    | 1:36,0           |
| 06   | Jack Brabham                   | Cooper-Climax | 75     |        | + 1:20,1   | 07    | 1:37,2           |
| 07   | John Surtees                   | Cooper-Climax | 75     |        | + 1:26,7   | 09    | 1:36,0           |
| 08   | Graham Hill                    | B.R.M.-Climax | 75     |        | + 1:39,800 | 05    | 1:36,2           |
| 09   | Tony Brooks                    | B.R.M.-Climax | 74     |        | + 1 Runde  | 08    | 1:37,0           |
| 10   | Dan Gurney                     | Porsche       | 74     |        | + 1 Runde  | 06    | 1:38,0           |
| 11   | Jo Bonnier                     | Porsche       | 73     |        | + 2 Runden | 11    | 1:37,8           |
| 12   | Bruce McLaren                  | Cooper-Climax | 73     |        | + 2 Runden | 13    | 1:37,0           |
| 13   | Trevor Taylor                  | Lotus-Climax  | 73     |        | + 2 Runden | 14    | 1:37,0           |
| 14   | Carel Godin de Beaufort        | Porsche       | 72     |        | + 3 Runden | 15    | 1:40,4           |
| 15   | Hans Herrmann                  | Porsche       | 72     |        | + 3 Runden | 12    | 1:40,3           |
| DNS  | Masten Gregory                 | Cooper-Climax | –      | –      | –          | –     | –                |
| DNS  | Ian Burgess                    | Lotus-Climax  | –      | –      | –          | –     | –                |

## WM-Stände nach dem Rennen
Die ersten sechs des Rennens bekamen 9, 6, 4, 3, 2, 1 Punkte. Es zählten nur die fünf besten Ergebnisse aus acht Rennen. In der Konstrukteurswertung bekamen die ersten sechs des Rennens 8, 6, 4, 3, 2, 1 Punkte, es zählten dabei nur die Punkte des bestplatzierten Fahrers eines Teams.

### Fahrerwertung
| Pos. | Fahrer                         | Konstrukteur    | Punkte |
| ---- | ------------------------------ | --------------- | ------ |
| 01   | Stirling Moss                  | Lotus-Climax    | 12     |
| 02   | Wolfgang Graf Berghe von Trips | Ferrari         | 12     |
| 03   | Phil Hill                      | Ferrari         | 10     |
| 04   | Richie Ginther                 | Ferrari         | 8      |
| 05   | Jim Clark                      | Lotus-Climax    | 4      |
| 06   | Dan Gurney                     | Porsche         | 2      |
| 07   | Bruce McLaren                  | Cooper-Climax   | 1      |
| 08   | Jack Brabham                   | Cooper-Climax   | 1      |
| 09   | Maurice Trintignant            | Cooper-Maserati | 0      |

| Pos. | Fahrer                  | Konstrukteur  | Punkte |
| ---- | ----------------------- | ------------- | ------ |
| 10   | John Surtees            | Cooper-Climax | 0      |
| 11   | Cliff Allison           | Lotus-Climax  | 0      |
| 12   | Graham Hill             | B.R.M.-Climax | 0      |
| 13   | Hans Herrmann           | Porsche       | 0      |
| 14   | Jo Bonnier              | Porsche       | 0      |
| 15   | Trevor Taylor           | Lotus-Climax  | 0      |
| 16   | Tony Brooks             | B.R.M.-Climax | 0      |
| 17   | Carel Godin de Beaufort | Porsche       | 0      |
| –    | Michael May             | Lotus-Climax  | 0      |

### Konstrukteurswertung
| Pos. | Konstrukteur    | Punkte |
| ---- | --------------- | ------ |
| 01   | Ferrari         | 14     |
| 02   | Lotus-Climax    | 12     |
| 03   | Porsche         | 2      |
| 04   | Cooper-Climax   | 2      |
| –    | Cooper-Maserati | 0      |
| –    | B.R.M.-Climax   | 0      |